# Subtract with carry
带进位减法（Subtract-with-carry）是一种时滞斐波那契伪随机数生成器 ，1991年由George Marsaglia与Arif Zaman发明。

## 算法
带进位减法的算法需用递推关系表示：
{\displaystyle x(i)=(x(i-S)-x(i-R)-c(i-1))\ {\bmod {\ }}M}
其中 {\displaystyle c(i)={\begin{cases}1,&{\text{if }}x(i-S)-x(i-R)-c(i-1)<0\\0,&{\text{否 则}}\end{cases}}}.
常量S与R分别称作短时滞与长时滞。S与R满足条件{\displaystyle 0<S<R}。
因此，表达式{\displaystyle x(i-S)}与{\displaystyle x(i-R)}对应于序列中之前的第S项与第R项。取模操作M的值为{\displaystyle M=2^{W}}，其中W是状态序列的字（word）的位长度，{\displaystyle W>0}。
带进位的减法与add-with-carry、subtract-with-borrow为同一族随机数生产引擎。
带进位的减法是C++11标准模板库中的三种随机数生成器之一。